# Conistra mixta-spedacea
Conistra mixta-spedacea là một loài bướm đêm trong họ Noctuidae.